# أديلينا إنغمان
أديلينا فيكتوريا إنغمان (ولدت في 11 أكتوبر 1994) هي لاعبة كرة قدم فنلندية محترفة تلعب كلاعبة خط وسط لصالح نادي كومو للسيدات في الدوري الإيطالي الدرجة الأولى ومنتخب فنلندا.

## المسيرة الكروية
ظهرت أديلينا لأول مرة مع أولاند يونايتد في البطولة الوطنية الأعلى للسيدات في عام 2015، انتقلت إلى السويد للتوقيع مع نادي دامالسفينسكان كوباربيرجس/جوتبورج إف سي.
في 29 يونيو 2018، أُعلن أن أديلينا ستغادر نادي كوباربيرجس/جوتنبرج إف سي بعد ثلاث سنوات، للانضمام إلى نادي تشيلسي إف سي للسيدات في فترة الانتقالات القادمة في يوليو.
في 25 نوفمبر 2021، وقعت أديلينا عقدًا لمدة عامين مع نادي هاماربي آي إف.
في 15 فبراير 2024، أُعلن عن انضمام أديلينا إلى نادي برومابويكارنا الرياضي.

## المسيرة الدولية
في مايو 2012، شاركت أديلينا لأول مرة مع المنتخب الوطني الفنلندي الأول في مباراة ضد بلجيكا.

## إحصائيات المهنة

### الأهداف الدولية
قائمة الأهداف والنتائج لمنتخب فنلندا أولاً:
| أديلينا - أهداف فنلندا | أديلينا - أهداف فنلندا | أديلينا - أهداف فنلندا      | أديلينا - أهداف فنلندا | أديلينا - أهداف فنلندا | أديلينا - أهداف فنلندا | أديلينا - أهداف فنلندا               |
| #                      | التاريخ                | الموقع                      | المعارض                | النتيجة                | النتيجة                | المنافسة                             |
| ---------------------- | ---------------------- | --------------------------- | ---------------------- | ---------------------- | ---------------------- | ------------------------------------ |
| 1.                     | 25 سبتمبر 2013         | توركو فنلندا                | النمسا                 | 1–0                    | 2–1                    | تصنيف كأس العالم للمرأة في FIFA 2015 |
| 2.                     | 10 أبريل 2014          | هلسنكي فنلندا               | المجر                  | 3–0                    | 4–0                    | تصنيف كأس العالم للمرأة في FIFA 2015 |
| 3.                     | 4 مارس 2016            | باراليمني، قبرص             | ويلز                   | 1–0                    | 2–2                    | كأس النساء في قبرص 2016              |
| 3.                     | 27 فبراير 2019         | لارنكا قبرص                 | جنوب إفريقيا           | 2–1                    | 2–2                    | كأس النساء في قبرص 2019              |
| 4.                     | 23 فبراير 2021         | لارنكا قبرص                 | قبرص                   | 3–0                    | 5–0                    | تصفيحات بطولة أوروبا للمرأة 2022     |
| 5.                     | 21 سبتمبر 2021         | توركو فنلندا                | سلوفاكيا               | 1–0                    | 2–1                    | تصنيف كأس العالم للمرأة 2023 FIFA    |
| 6.                     | 26 أكتوبر 2021         | هلسنكي فنلندا               | جمهورية أيرلندا        | 1–1                    | 1–2                    | تصنيف كأس العالم للمرأة 2023 FIFA    |
| 7.                     | 12 أبريل 2022          | "بولت أرنة"، هلسنكي فنلندا  | جورجيا                 | 3–0                    | 6–0                    | تصنيف كأس العالم للمرأة 2023 FIFA    |
| 7.                     | 27 يونيو 2022          | فيريتاستاديون، توركو فنلندا | اليابان                | 1–1                    | 1–5                    | صداقة                                |

## الأوسمة
أولاند المتحدة
- نايستن ليجا : 2009, 2013; المركز الثاني: 2012، 2014

تشيلسي
- كأس الدوري الإنجليزي للسيدات : 2020
- الدوري الإنجليزي الممتاز للسيدات : 2019-2020